# Sosyal Climbers
Sosyal Climbers ist eine philippinische Liebeskomödie von Jason Paul Laxamana aus dem Jahr 2025. Am 27. Februar 2025 nahm der Streamingdienst Netflix den Film weltweit in sein Angebot auf.

## Handlung
Jessa und Ray sehen sich nach einem Betrug an ihnen mit einem riesigen Schuldenberg konfrontiert. Die Situation scheint zunächst aussichtslos, doch dann eröffnet sich ihnen die Chance, an das nötige Geld zu kommen. Unter falscher Identität gelingt es dem Paar, in der Welt der gehobenen Gesellschaft Fuß zu fassen. Jessa und Ray scheinen von dem Leben, das sie sich gewünscht haben, nicht mehr weit entfernt zu sein, jedoch erfordert ihre Scharade eine Menge Gewieftheit und droht jederzeit aufzufliegen, während zugleich ihre Moral und ihre Beziehung auf die Probe gestellt werden.

## Besetzung und Synchronisation
Die deutschsprachige Synchronisation entstand nach dem Dialogbuch sowie unter der Dialogregie von Nico Sablik durch die Synchronfirma EVA Studios Germany in Berlin.
| Rolle                                                | Schauspieler     | Synchronsprecher     |
| ---------------------------------------------------- | ---------------- | -------------------- |
| Jessa Baluarte / Jane Penelope Regalado              | Maris Racal      | Patricia Strasburger |
| Raymond „Ray“ Cruz / Ronaldo „Kiefer“ Reyes Regalado | Anthony Jennings | Sebastian Fitzner    |
| Wendel Tecson                                        | Ricky Davao      | Michael Pan          |
| Madeline Montecillo                                  | Carmi Martin     | Claudia Kleiber      |
| Fidel Montecillo                                     | Bart Guingona    | Felix Spieß          |
| Lavinia                                              | Cheska Iñigo     | Dorette Hugo         |
| Elise                                                | Marissa Sanchez  | Julia Biedermann     |
| Ruby                                                 | Raquel Pareño    | Katja Schmitz        |
| Carlotta                                             | Shanaia Gomez    | Mascha Raykhman      |
| Boss Gil                                             | Raul Montesa     | Tim Moeseritz        |
| Adele                                                | Kakki Teodoro    | Iris Artajo          |
| Shey                                                 | Esnyr Ranollo    | Philippa Jarke       |